# 2309 Mr. Spock
A 2309 Mr. Spock (ideiglenes jelöléssel 1971 QX1) a Naprendszer kisbolygóövében található aszteroida. James B. Gibson fedezte fel 1971. augusztus 16-án.
A Star Trek leginkább emblematikus szereplője, Mr. Spock nevét viseli.